# Charles de Boisot (geus)
Charles de Boisot, heer van Huizingen (Brussel, ca. 1530 – bij Zierikzee, 29 september 1575) was een Brabants edelman en geuzenleider tijdens de Opstand in de Nederlanden. Hij was een dichte medewerker en vertrouwenspersoon van Willem van Oranje. Net als zijn jongere broer Louis de Boisot sneuvelde hij in de strijd.

## Jonge jaren

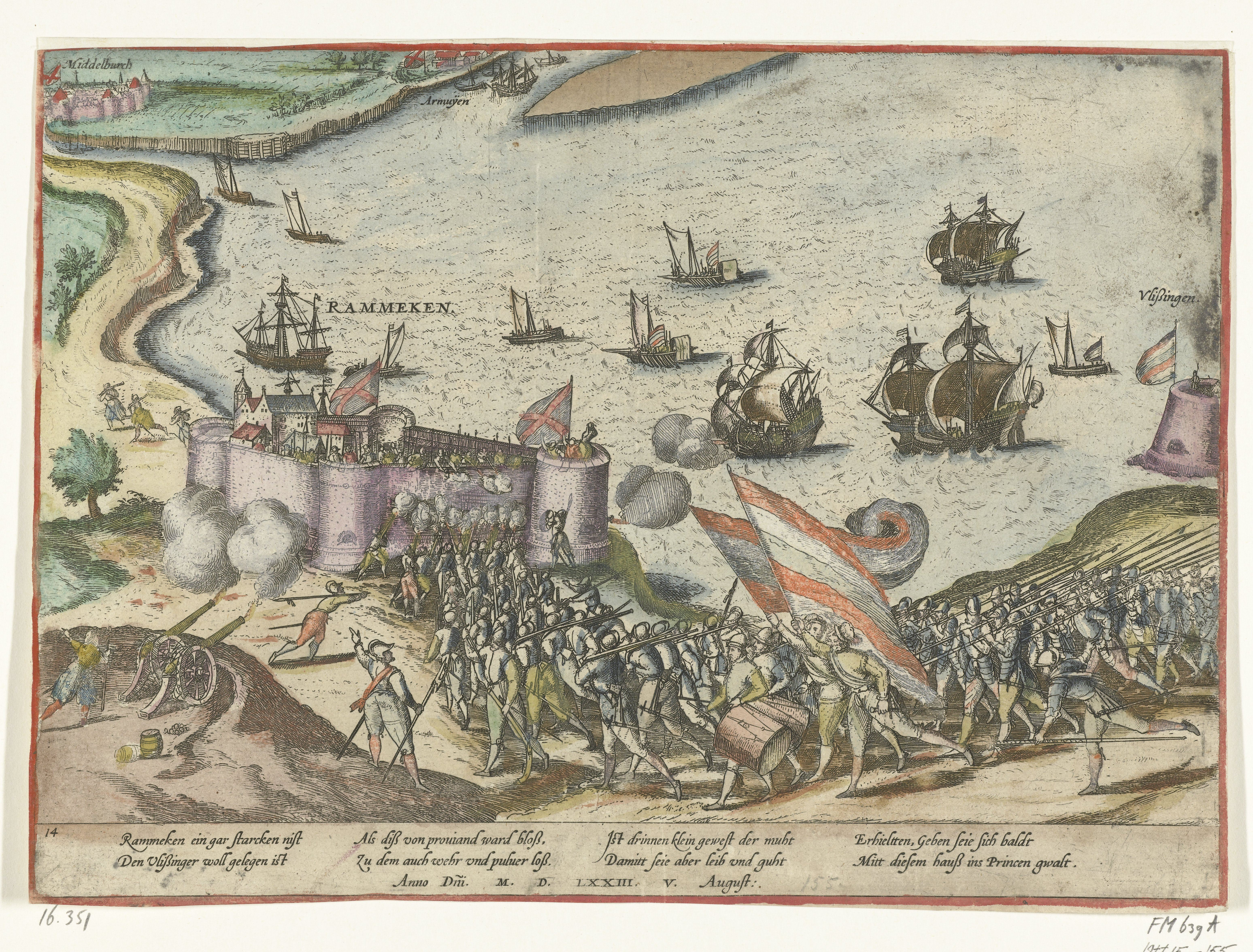
Inname van Fort Rammekens in 1573 op een prent van Frans Hogenberg

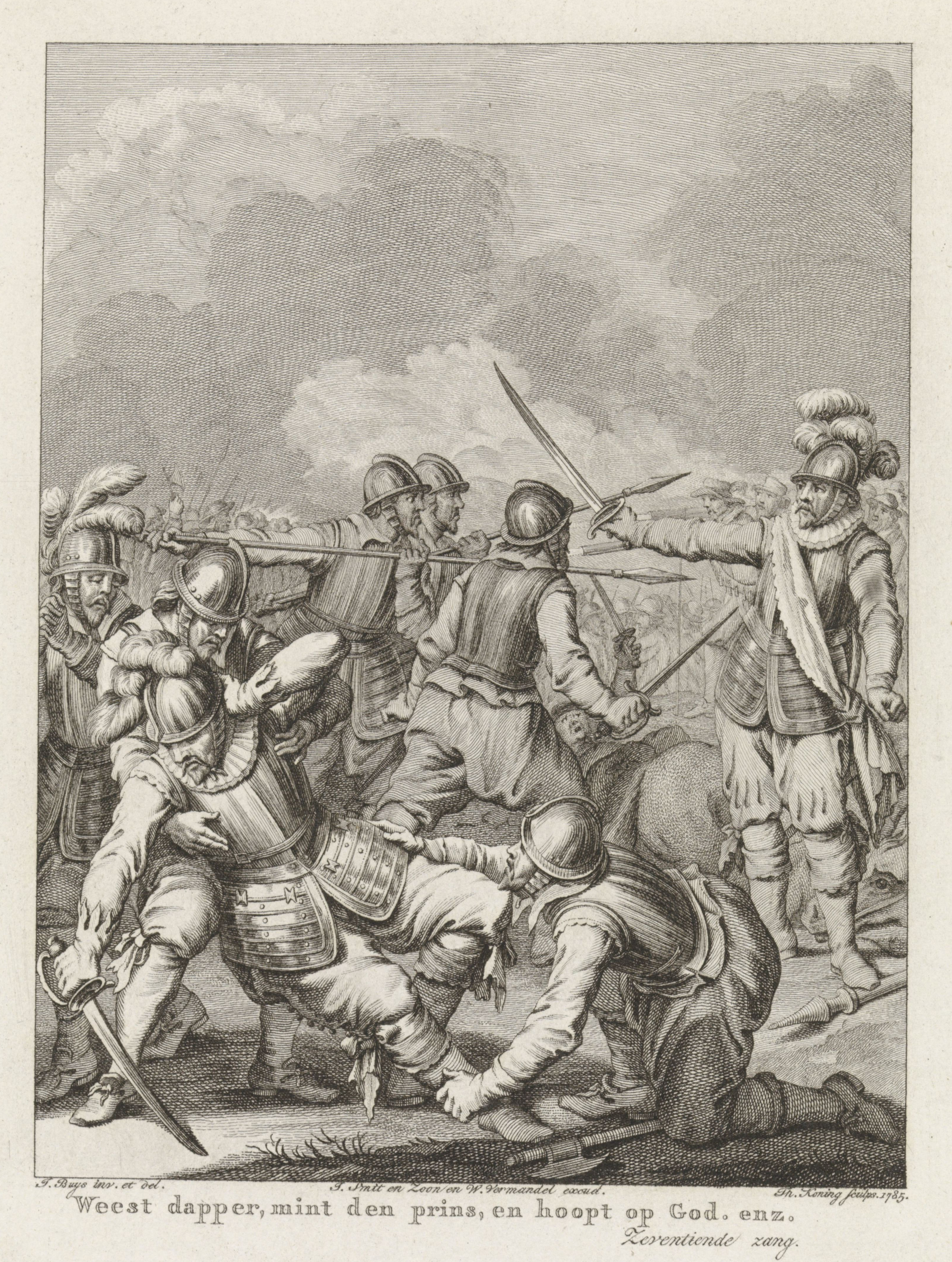
18e-eeuwse historieprent over de dood van Charles de Boisot (Theodoor Koning naar Jacobus Buys)

Als oudste zoon van Pierre de Boisot en Louise Tisnacq behoorde hij tot een Bourgondische familie die via hofambten in de lagere Brusselse adel was opgenomen. Hij trouwde met Maria de Fonseca, een Antwerpse edelvrouw van Spaanse afkomst, die het Kasteel van Ransem en het Hof ten Driessche bezat. Bij de dood van zijn vader in 1561 verhief hij namens zijn broers en zusters de lenen van Huizingen, Buizingen, Eizingen en Tourneppe. Hij was een jonkheer in de hofhouding van landvoogdes Margaretha van Parma.

## Opstand
Boisot was het calvinisme toegedaan en ondertekende in 1566 het Eedverbond der Edelen. Hij bracht zich over de Duitse grens in veiligheid toen Alva het volgende jaar de geuzenopstand kwam onderdrukken. Op 17 augustus 1568 veroordeelde de Raad van Beroerten hem en zijn vrouw bij verstek tot verbanning en verbeurdverklaring van goederen. Vanuit Keulen verstrekte hij inlichtingen aan Willem van Oranje. Na de Inname van Den Briel vroeg Oranje hem zijn plaatsvervanger te worden in het zuiden van Holland om de brutale Lumey in het gareel te houden, maar Boisot wees dit op 27 mei 1572 af, omdat hij Lumey gevaarlijk achtte en niet voor rede vatbaar. Oranje had daardoor weinig andere keuze dan het waarnemend stadhouderschap op 20 juni toe te vertrouwen aan Lumey. De gematigde Boisot was een vertrouwensman van Oranje, maar hij volgde hem niet blind en counterde bijvoorbeeld diens francofiele politiek met Engelse contacten.
Ondanks het voorgaande werd Boisot een aanvoerder van de Watergeuzen. Op 19 juli 1572 werd hij voor Oranje luitenant-admiraal van Zeeland, tot zijn broer Louis die functie op 1 augustus 1573 overnam. In oktober 1572 maakte hij deel uit van Oranjes gezantschap dat aan koningin Elisabeth I van Engeland militaire hulp ging vragen in ruil voor de bezetting van een viertal havens. Dit leidde niet tot resultaat. In het voorjaar van 1573 stelde Oranje hem aan als commissaris-generaal van het Hollandse Noorderkwartier om de gecontesteerde gouverneur Diederik Sonoy bij te staan met het bestuur. In maart 1573 ging hij in opdracht van Oranje Alkmaar versterken. Hij gebruikte zijn kennis van de Italiaanse vestingbouw, maar vertrok half juni en liet de verdere uitvoering over aan zijn assistent Adriaen Anthonisz. Ondertussen probeerde hij met zijn broer Louis Haarlem te ontzetten, maar hun vloot verloor de Slag op het Haarlemmermeer en ook andere middelen faalden. 
Daarna richtte Boisot zich op de Zeeuwse eilanden, waar Cristóbal de Mondragón actief was. Op 17 juni 1573 werd hij gouverneur van Vlissingen, dat hij wist te behouden. Na een mislukte poging om het Spaanse bolwerk Middelburg in te nemen, veroverde hij op 5 augustus 1573 door een schijnmanoeuver het Fort Rammekens. Het slechts zeventig man sterke garnizoen gaf zich over na een kort gevecht. Kort daarna viel ook Arnemuiden in zijn handen en in 1574 leverde het Beleg van Middelburg resultaat op. Op 2 maart 1574 werd hij ook gouverneur van Middelburg en Arnemuiden. Hij verhuisde van Vlissingen naar de abdij van Middelburg, waar ook Johan Junius de Jonge kwam wonen. Daar ontving hij op 31 december 1574 de regeringsgezant Elbertus Leoninus. In de volgende dagen was hij met Filips van Marnix, Arend van Dorp en andere vertrouwelingen aanwezig bij aftastende vredesgesprekken tussen Leoninus en Oranje. Vervolgens nam hij als staats gemachtigde deel aan de officiële Vredehandel van Breda en onderhandelde hij de overdracht van Hoge Overheid door de Staten van Holland en Zeeland aan Oranje. 
In juli 1575 werd Boisot ook gouverneur van Veere en daarmee de facto van geheel Walcheren. Enkele maanden later kreeg hij lucht van een Spaans plan om Zierikzee op Duiveland aan te vallen door bij nacht en laagtij vanaf Sint Philipsland door het Zijpe te waden. Hij legde zich met tien vendels in hinderlaag en ging op 29 september 1575 de confrontatie aan met de troepen van Juan Osorio de Ulloa. De verdedigers handelden chaotisch en Boisot werd uit eigen rangen in de rug geschoten, waarna zijn troepen desintegreerden. Zelf werd hij dood teruggevonden, volgens bisschop Maximiliaan Morillon met informatieve brieven op zijn lichaam. Op 6 oktober 1575 werd hij begraven in de abdij van Middelburg. Zijn weduwe kreeg een staatspensioen tot ze hertrouwde.

## Voetnoten
1. ↑  Alphonse Wauters, Histoire des environs de Bruxelles ou description historique des localités qui formaient autrefois l'ammannie de cette ville, vol. III, 1855, p. 193. Gearchiveerd op 11 juni 2023.
2. ↑  Alphonse Wauters, Histoire des environs de Bruxelles ou description historique des localités qui formaient autrefois l'ammannie de cette ville, vol. III, 1855, p. 727. Gearchiveerd op 11 juni 2023.
3. ↑  Judith Pollmann, "Charles de Boisot weigert een opdracht" in: Willem van Oranje in brieven, ed. Marianne Eekhout e.a., 2022, p. 94-101
4. ↑  K.W. Swart, Willem van Oranje en de Nederlandse Opstand, 1572-1584, 1994, p. 102
5. ↑  Th.P.H. Wortel, Uit de geschiedenis van Alkmaar en omgeving, 1990, p. 122-124
6. ↑  Pieter Serrien, In opstand! Geuzen in de Lage Landen, 1565-1578, 2022, p. 403-404. ISBN 9789464103182
7. ↑  René van Stipriaan, De Zwijger. Het leven van Willem van Oranje, 2021, p. 447
8. ↑  A.W.G. van Riemsdijk, Secundum Fidem et Religionem: Philibert van Serooskerke (1537-1579). Een Zeeuw in dienst van de Spaanse koning, onuitgegeven doctoraal proefschrift, Vrije Universiteit Amsterdam, 2021, p. 266

- Biografisch Portaal: 61443359
- Digitale Bibliotheek voor de Nederlandse Letteren: bois017
- Gemeinsame Normdatei: 139264892
- International Standard Name Identifier: 0000 0000 7113 9721
- Virtual International Authority File: 100553027